# Manuel Antonio Sánchez
Manuel Antonio Sánchez (La Paz-La Paz, 1861) fue un militar, exprefecto y político boliviano. Junto a José María Achá y Ruperto Fernández, Sánchez formó parte del triunvirato que derrocó al gobierno del presidente José María Linares en 1861.

## Biografía
Manuel Antonio Sánchez nació en la ciudad de La Paz. Se enlistó primeramente como soldado en el ejército de Bolivia, continuando y llegando a enrolarse en la carrera militar con el transcurrir de los años.
Durante el gobierno del mariscal Andrés de Santa Cruz, Sánchez participó en la Batalla de Yanacocha de 1835. En 1836, participó también en la Batalla de Socabaya, ambas batallas contra las confederadas tropas peruanas - chilenas.
En 1838, Sánchez tomó parte activa en el combate de Iruya y en la batalla de Montenegro, bajo el mando del mariscal alemán Otto Felipe Braun; esta vez contra las tropas argentinas. Una vez finalizado todas las batallas con la destrucción de la confederación Perú - Boliviana, Sánchez había logrado ascender hasta el rango de teniente coronel de ejército.
El año 1841, durante la invasión a Bolivia por parte de tropas peruanas al mando del general Agustín Gamarra, el entonces mariscal José Ballivián Segurola, unió a todos sus enemigos políticos para enfrentarse al ejército peruano en la denominada Batalla de Ingavi. Para la batalla, el mariscal Ballivián destinó a Sánchez como comandante del batallón sexto del ejército de Bolivia. Una vez finalizada la batalla, Sánchez fue ascendido al grado de coronel.

## Vida política
Cuando el mariscal Ballivián renunció a la presidencia de Bolivia el año 1847, Sánchez a la vez, se retiró también del ejército. Pero diez años después, volvería nuevamente a formar parte en las filas de la institución castrense con la subida a la presidencia del caudillo José María Linares en 1857.
El presidente José María Linares, posesionó a Sánchez como prefecto del departamento de La Paz y lo ascendió al alto grado de general de brigada el 2 de octubre de 1860.
El 14 de enero de 1861, mientras Sánchez se encontraba como inspector general del ejército, junto al general José María Achá y el ministro Ruperto Fernández, lograron aprisionar al presidente de Bolivia José María Linares para derrocarlo de la presidencia dándole un golpe de Estado. Entonces se formó una junta de gobierno que en ese momento se la denominó triunvirato (conformado por José Antonio Sánchez, José María Achá y Ruperto Fernández).
A pesar de que Sánchez tenía la aspiración de ser el presidente de Bolivia no lo pudo lograr, ya que falleció mientras se encontraba aún como miembro del triunvirato.